# Parvisquilla
Parvisquilla is een geslacht van kreeftachtigen uit de klasse van de Malacostraca (hogere kreeftachtigen).

## Soorten
- Parvisquilla dominguez Ahyong & Erdmann, 2003
- Parvisquilla multituberculata (Borradaile, 1898)
- Parvisquilla sinuosa (Edmondson, 1921)